# امپاسیمب ماناتساترانا
امپاسیمب ماناتساترانا (به لاتین: Ampasimbe Manantsatrana) یک سکونتگاه مسکونی در ماداگاسکار است که در آنالانجیروفو واقع شده‌است.

## خصوصیات
امپاسیمب ماناتساترانا ۳۶٬۰۰۰ نفر جمعیت دارد و ۲۶ متر بالاتر از سطح دریا واقع شده‌است.